# Villeneuve-d’Ascq
Villeneuve-d’Ascq (jelentése: Ascq új városa) egyike a lille-i agglomeráció főbb városainak Franciaországban. Lille és Roubaix között fekszik, a Párizs, Gent, Antwerpen, és Brüsszel felé vezető autópályák kereszteződésében.

## Demográfia
A város több mint 60 000 lakost számlál, és 40 000 diákot vonz.

## Földrajz
Villeneuve-d’Ascq 10 km²-nyi zöld területet tudhat magáénak: tavakat, erdőket, és megművelhető földterületeket.

## Történelem
A város gyökerei egészen a római időkig nyúlnak vissza.
Területét az 1960-as években választották ki Lille-Est új városa számára, amelyet az agglomeráció fejlesztése céljából hoztak létre. A Villeneuve-d’Ascq közösség 1970-ben jött létre, Ascq, Annapes, és Flers egyesítésével. Neve egyaránt idézi az új várost, és Ascq-t, 1944. április 1. mártír városát, amikor a nácik 86 embert mészároltak le.

## Közigazgatás
Gérard Caudron polgármester és csapata meg kívánja őrizni az egyensúlyt a környezet és a gazdasági fejlődés, a zöld területek és a technológia, a mindennapi jólét és a nagyobb beruházások, a pénzügyek és a magasfokú közműszolgáltatások között.
Villeneuve-d’Ascq két kantonra oszlik:
- Villeneuve-d’Ascq-Nord (észak)
- Villeneuve-d’Ascq-Sud (dél)

## Jellegzetességek
A város megőrizte a múlt számos maradványát. Megtekinthető egy modern művészetekkel foglalkozó múzeum, és egy római–gall város rekonstrukciója is.

## Oktatás
Villeneuve-d’Ascq számos egyetemnek, felsőfokú tanintézménynek ad otthont:
- Polytech’Lille
- École centrale de Lille
- École nationale supérieure de chimie
- Telecom Lille 1
- ITEEM
- Université Lille 1 (Sciences et Technologies)
- Université Lille 3 Charles-de-Gaulle

A városban 200 kutatólaboratórium működik, ahol 2300 tudományos kutató dolgozik.

## Közlekedés
Villeneuve-d’Ascq Lille-hez a VAL-en, egy vezető nélküli, gumikerekes metrón keresztül kapcsolódik. Ugyan a VAL rövidítés ma hivatalosan a Véhicule Automatique Léger (automatikus könnyűjármű) nevet takarja, eredetileg a Villeneuve-d’Ascq à Lille (Villeneuve-d’Ascq-ből Lille-be) kifejezésből származik, ami az előként létrehozott, 1983. április 25-én átadott nyomvonalra utalt.

## Látnivalók
- Stade Pierre-Mauroy

## Külső hivatkozások
- A város hivatalos honlapja
- Modern művészetek múzeuma
- Forum des sciences
- Turizmus
- Egyetemi város